# Mahsun Kırmızıgül
Mahsun Kirmizigul föddes som Abdulah Bazencir 26 mars 1968 i Bingöl är en kurdisk sångare, skådespelare och filmproducent.
Han tillhör minoriteten zaza, men har främst släppt album på turkiska. Kirmizigul blev känd för låtar med politisk "touch", exemplvis Insan Haklari (1995), Önce Insanim (2000)  och Bizden Degildir (2004).
Kirmizigul växte upp i Istanbul och hans genombrott som sångare kom 1993 med albumet Alem Buysa Kral Sensin. Titellåten blev en stor hit. Han har levererat många hits sedan dess. 1996 släpptes albumet Sevdalıyım Hemşerim med låtar som Hemserim, Bu sevda bitmez och Sevdaliyim. Albumet saknade dock den riktiga hitlåten som nästkommande album visade sig innehålla. Yikilmadin, som kom ut två år senare (1998) sålde över två miljoner exemplar, innehöll flera hits, Belalim, Herseyim sensin, Annem Annem och Yikilmadim, samma år fick han pris för bästa album, bästa artist i sin kategori och bästa låt (Yikilmadim). Han stärkte då sin position till att bli Ibrahim Tatlises största konkurrent, som länge var ohotad på den positionen.
Nästa album, Yoruldum, kom att bli ett mellanalbum som inte sålde så bra som tidigare album. Desto starkare var innehållet, med låten Önce Insanim. Låten speglar bland annat det mångkulturella Turkiet och Kirmizigul valde att sjunga låten på flera olika språk, med tonvikt på att försöka visa att vi trots allt är människor.
De två senaste skivorna har också slagit väl ut, Sari Sari (2004) innehöll även den flera hits, bland annat låten Bizden Degildir, där Kirmizigul sjunger om de tre världsreligionerna, Hayat Ne Garip, duett med den förre rockstjärnan Cem Karaca. Sommarens hit Sari Sari spelades flitigt i radio och TV, bland annat för sin video, som spelades in på Maldiverna.
Sommaren 2006 kom också att tillhöra Kirmizigul. Låten Dinle, med samma titel på albumet, blev tack vare ett lånat beat från Nina Skye en världshit. Att spela in låtar på exklusiva öar har varit ett motto för Kirmizigul på senare tid, först Maldiverna, sen tog han låten Gul senin tenin (Dinle) till Seychellerna. Detta har inte gått hem riktigt i Turkiet, då man helst vill att artisterna gör reklam för landet, istället för att spela in videor i andra länder. Ay Aman (sari sari) spelades in i Azerbajdzjan.
Under sina genombrottsår och som delägare i musikbolaget Prestij var han mycket aktiv med att hjälpa till att producera album och skriva låtar till andra sångare. Özcan Deniz (Yalan mi), Ceylan (Ben Anayım), Alişan (Var ya), Kibariye (Bir Duygudur Kibariye) är några exempel.
Han har en strikt inställning gentemot turkisk media och paparazzi, för att skydda sin familj och sitt privatliv. Detta gjorde att han till en början motarbetades i media, men på senare år har han fått ökad popularitet.
Vid sidan av sin sångkarriär har han också varit verksam som skådespelare och filmproducent. Kirmizigul har medverkat i flera serier, där Aska Surgun (2004) ses som en av de bättre. Sitt största genombrott har han gjort som filmproducent. Filmen Beyaz Melek, som hade premiär i november 2006, har haft över två miljoner biobesökare runt om i världen. Det intressanta är att Mahsun själv är producent, regissör samt har en roll i filmen, vilket han har fått mycket beröm för. Filmmusiken har Mahsun komponerat tillsammans med bland annat Yildiray Gurgen.

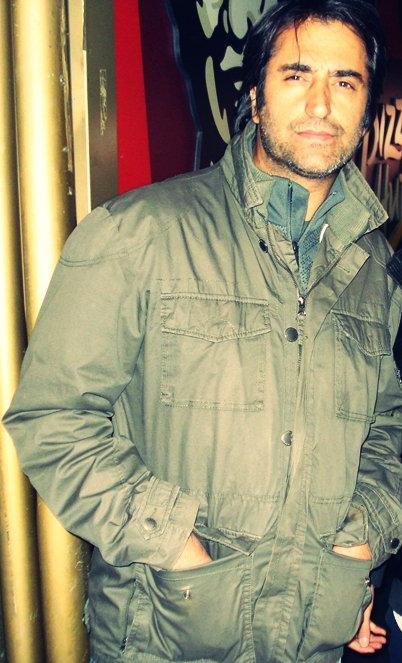
Mahsun Kırmızıgül

## Fotnoter
1. ↑  Titeln betyder "Mänskliga rättigheter"
2. ↑  Titeln betyder "Jag är först och främst människa"
3. ↑  Titeln betyder "De är inte från oss"
4. ↑  Titeln betyder "Om det här är världen, då är du kungen"

1. ↑  Discogs, Discogs artist-ID: 2031634, läst: 9 oktober 2017.[källa från Wikidata]
2. ↑  Internet Movie Database, läst: 21 juni 2019.[källa från Wikidata]